# Vasko Kalezić
Vasko Kalezić (sinh 14 tháng 3 năm 1994), là một tiền vệ bóng đá Montenegro thi đấu cho Zeta.

## Sự nghiệp câu lạc bộ
Sau khi giành quyền tham dự Europa League cùng với Mladost Podgorica, Kalezić gia nhập câu lạc bộ Norwegian 1.Division Hønefoss vào mùa đông 2014, ký bản hợp đồng 2 năm. Vào tháng 3 năm 2015 anh được cho mượn đến đội cùng giải Bærum cho đến tháng 8 năm 2015. Sau Baerum SK, Kalezić trở về Hønefoss, trước khi chuyển đến câu lạc bộ ở Moldova Divizia Nationala, Dacia Chișinău ngày 23 tháng 1 năm 2016. Sau khi trải qua cùng với đội bóng Cộng hòa Síp Anagennisi Deryneia, Kalezić trở về Montenegro, ký hợp đồng với Zeta. Ngày 29 tháng 8 năm 2017, Vasko ký bản hợp đồng 2 năm với câu lạc bộ Serbia Vojvodina.